# Maibaum

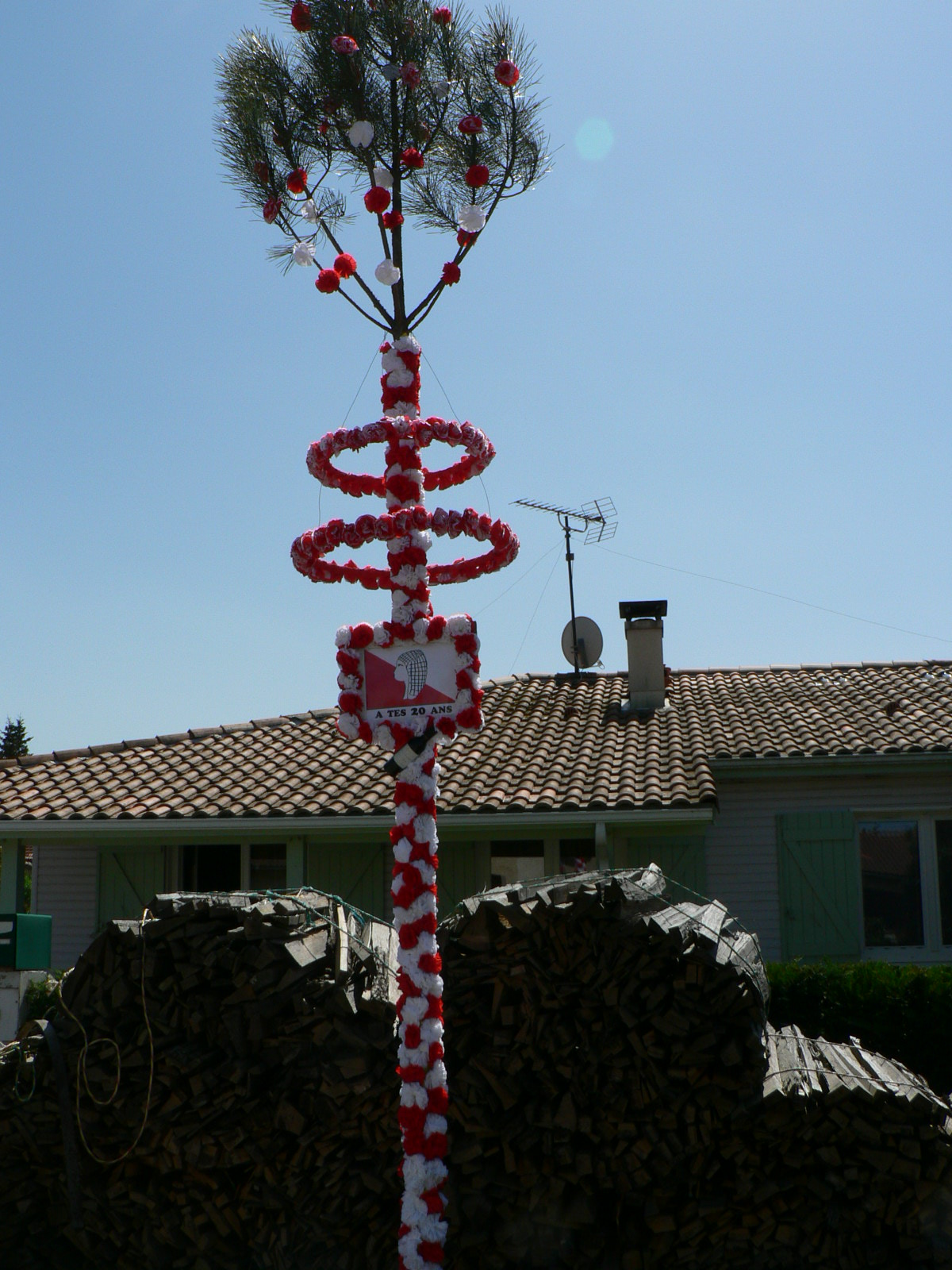
Mai gascó

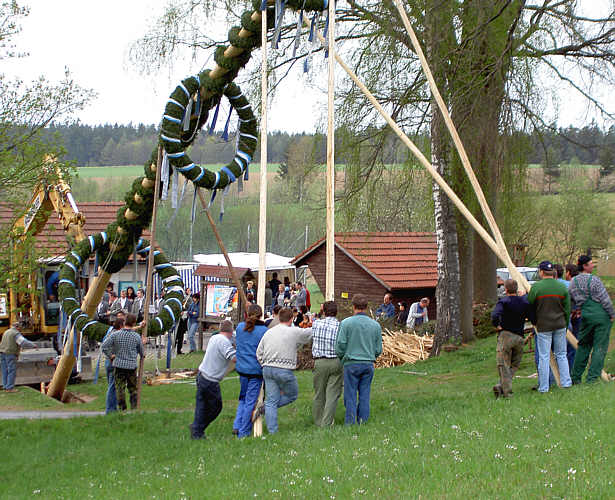
Erecció d'un Maibaum a Pfaffenreuth, Alemanya

Un Maibaum (alemany), majtræ (danès), maypole (anglès), majstång (suec) o mai (gascó), que vol dir arbre de maig o pal de maig, és un tronc o pal de fusta de diversos metres, adornat amb branques d'arbres, cintes colors i escuts d'associacions o ciutats, que normalment s'erigeix a principis de maig com a part d'una festa tradicional. A canvi a alguns països es porta a terme l'erecció a la Nit de Sant Joan, en altres casos el pal no s'erigeix anualment, sinó és un ornament permanent. A algunes regions també existeix la tradició de grimpar pel pal, semblant a la cucanya.
A Gascunya, particularment a la costa, la festa tradicional de la Maiada és encara ben viva. Durant la nit del 30 d'abril al primer de maig, s'erigeix un arbre, generalment un pi adornat de colors vius, que diuen el mai, per festejar un esdeveniment com un aniversari, etc. Ho fan de manera discreta, gairebé clandestina, per provocar un efecte de sorpresa a la matinada. La persona a qui és dedicat el mai ha de pagar el beure i el menjar als convidats. A Anglet, vila del País Basc nord, de llengua pròpia occitana, la municipalitat ha erigit un mai per la primera vegada en maig de 2013, com símbol de la identitat gascona recuperada.
A Alemanya i Àustria el Maibaum s'erigeix el dia 1 de maig o a la vigília. A moltes àrees, sobretot a Baviera, Baden-Württemberg i Àustria l'erecció és acompanyada per una festa popular.